# Trachytherus
Trachytherus è un genere estinto di mammiferi notoungulati, appartenente ai tipoteri. Visse nell'Oligocene superiore (circa 28 - 23 milioni di anni fa) e i suoi resti fossili sono stati ritrovati in Sudamerica.

## Descrizione
Questo animale è noto per numerosi resti fossili che permettono di ricostruire un mammifero vagamente simile a un capibara, o forse a un vombato; alcune specie di Trachytherus potevano raggiungere la taglia di una pecora. 
Trachytherus possedeva un cranio compatto, relativamente basso e dal muso abbastanza allungato, più lungo di quello dell'assai simile Mesotherium. Le apofisi postorbitali, inoltre, erano più piccole e le ossa nasali non si estendevano così all'indietro come in Mesotherium. La differenza più considerevole tra i due generi era nell'arcata zigomatica: nella regione anteriore, la superficie d'inserzione del massetere laterale era molto sviluppata ma non era ancora enorme come nel genere successivo. 
Gli incisivi anteriori erano più piccoli, e i molari non possedevano ancora la struttura a tre lobi interni tipica di Mesotherium. Il primo incisivo superiore era molto sviluppato, ipsodonte e arcuato, con una banda di smalto solamente nella parte labiale. I molari erano molto simili a quelli dei generi Pseudotypotherium e Cochilius.

## Classificazione
Il genere Trachytherus venne descritto da Florentino Ameghino nel 1889, sulla base di resti fossili ritrovati in Patagonia in terreni dell'Oligocene superiore. La specie tipo, Trachytherus spegazzinianus, venne poi ritrovata in numerosi giacimenti oligocenici sudamericani. Oltre alla specie tipo, a Trachytherus sono state attribuite numerose altre specie come T. mendocensis, T. ramirezi, T. alloxus, T. subandinus, T. modestus, T. grandis, rinvenute in gran parte del Sudamerica (Bolivia, Perù, Argentina); alcuni studi, tuttavia, indicherebbero che il genere Trachytherus sia parafiletico, e rappresenti a tutti gli effetti una serie di forme via via più derivate e possibilmente ancestrali ad altri tipoteri successivi (Shockey et al., 2016). 
Trachytherus è un rappresentante dei tipoteri, un gruppo di mammiferi notoungulati simili a roditori che, come tutti i gruppi di ungulati sudamericani, si svilupparno in completo isolamento. In particolare Trachytherus sembrerebbe essere stato un rappresentante della famiglia Mesotheriidae, di cui risulterebbe un membro piuttosto basale.

## Paleoecologia
Trachytherus era un mammifero terricolo; molte specie di Trachytherus (T. ramirezi, T. alloxus, T. subandinus, T. spegazzinianus) sono note nelle medie latitudini del Sudamerica occidentale, in una zona nota come Bolivian Orocline Region (BOR). Una ricostruzione paleobiogeografica indicherebbe questa regione come la possibile area ancestrale per i mesoteriidi, e quindi una regione importante per la diversificazione di questi animali. In seguito, i meoteriidi tra cui Trachytherus si dispersero in altre zone più meridionali (Shockey et al., 2016).